# Aritmomanie
Aritmomanie of teldwang is een psychische aandoening die gezien kan worden als een vorm van obsessieve-compulsieve stoornis. Wie aan deze aandoening lijdt, heeft een dwangmatige behoefte om allerlei zaken te tellen. 
Zo kan de persoon het nodig vinden om het aantal treden van een trap te tellen als hij er op- of afloopt of het aantal letters in woorden bij te houden. Het komt ook voor dat iemand een bepaalde handeling een vast aantal malen moet uitvoeren om vermeend onheil te voorkomen.
Soms ontwikkelt iemand een complex systeem waarbij aan mensen, dingen en gebeurtenissen getalwaarden worden toegekend om zo de onderlinge samenhang te kunnen bepalen.
Het tellen gebeurt soms hardop, maar kan ook in gedachten worden uitgevoerd.

## Culturele referenties
- Graaf Tel uit Sesamstraat lijdt aan teldwang.
- Het lied Eén been op de stoep van Kinderen voor Kinderen refereert aan diverse obsessieve-compulsieve stoornissen. In een van de coupletten gaat het over aritmomanie:
Ik tel de tegels van de straat,
maar een putje telt niet mee.
Het zijn er zeventig precies tot aan de brug,
en als ik me vergis, moet ik helemaal terug.
Wat gek, wat maf, bekaf.